# (3558) Shishkin
(3558) Shishkin est un astéroïde de la ceinture principale.

## Description
(3558) Shishkin est un astéroïde de la ceinture principale. Il fut découvert le 26 septembre 1978 à Naoutchnyï par Lioudmila Jouravliova. Il présente une orbite caractérisée par un demi-grand axe de 2,44 UA, une excentricité de 0,06 et une inclinaison de 13,4° par rapport à l'écliptique.

## Compléments